# Folksworth
Folksworth är en by i civil parish Folksworth and Washingley, i distriktet Huntingdonshire, i grevskapet Cambridgeshire i England. Byn är belägen 20 km från Huntingdon. Folksworth var en civil parish fram till 1935 när blev den en del av Folksworth and Washingley. Civil parish hade 121 invånare år 1931. Byn nämndes i Domedagsboken (Domesday Book) år 1086, och kallades då Folchesworde.